# Životna prekretnica (1977.)
Životna prekretnica (eng. The Turning Point) je američka drama iz 1977. godine koju je napisao Arthur Laurents, a režirao Herbert Ross. U filmu su glavne uloge ostvarili Shirley MacLaine, Anne Bancroft, Mihail Barišnjikov, Leslie Browne, Tom Skerritt, Martha Scott, Anthony Zerbe, Marshall Thompson i James Mitchell.
Danas je film najpoznatiji po tome što od čak 11 nominacija za prestižnu nagradu Oscar nije osvojio niti jednu čime se uz dramu Boja purpura redatelja Stevena Spielberga smatra najvećim oskarovskim gubitnikom svih vremena. 

## Radnja
DeeDee (Shirley MacLaine) je napustila školu baleta nakon što je ostala trudna s drugim plesačem baleta, Wayneom (Tom Skerritt). Njih dvoje su se skrasili i osnovali obitelj te vode baletni studio u predgrađu Oklahoma Cityja. S druge strane, Emma (Anne Bancroft) nije napustila školu baleta i uskoro je postala prima balerina u Američkom baletnom ansamblu (dok je bila u vezi s Michaelom koji se nalazi na čelu ansambla). Kada ansambl ponovno dođe u Oklahomu, DeeDee i Emma napokon se susreću, a njihov susret na površinu iznosi stara sjećanja koja počnu uvelike utjecati na njihovu sadašnjost.
Emilia (Leslie Browne), kćerka od DeeDee, pozvana je da se pridruži ansamblu na Emmin zahtjev. Emilia uskoro započinje ljubavnu vezu s poznatim ruskim plesačem baleta i ženskarošom Yurijem (Mihail Barišnjikov). Emilijinom bratu Ethanu ponuđene su dvije baletne školarine, ali on nije siguran želi li postati plesač baleta ili nastaviti s bejzbolom. U konačnici pristaje na školarinu. Uz sve to pojavljuje se i stari DeeDeein prijatelj - kompozitor i dirigent - Rosie s kojim ona ima kratku aferu. Čini se da su Emmini dani slave došli do kraja. Godinama je Michael molio Emmu da se uda za njega unatoč njegovom braku i sada kada se čini da bi ona mogla na to pristati, on ipak odlučuje ostati sa svojom sadašnjom suprugom.
Uskoro dolazi do konflikta između DeeDee i njezinih starih prijatelja; DeeDee zamjera Emmi što se ova ponaša prema Emiliji kao pomajka premda je odlučila da neće osnovati obitelj kada je pristala postati baletnom zvijezdom. S druge strane, Emma osjeća da je DeeDee ljubomorna na njezin uspjeh kao baletne plesačice. Emilia također doživljava šok kada se uvjeri da Yuri zavodi druge djevojke.
Na kraju filma sve nesuglasice se riješe; Emma i DeeDee se pomiruju, a Emilia i Yuri postanu stabilan par dok istovremeno Emilia odlučuje nastaviti sa svojom baletnom karijerom. 

## Detalji
Mlada profesionalna plesačica baleta u Američkom baletnom ansamblu, Leslie Browne, za nastup u filmu Životna prekretnica nominirana je za prestižnu nagradu Oscar u kategoriji najbolje sporedne glumice. Američkom baletnom ansamblu pridružila se godinu dana ranije, 1976., kao solistica, a postala je njegovom voditeljicom 1986. godine. Otišla je u mirovinu 1993. godine. Godine 1997. primila je počasnu nagradu Udruženja plesača New Yorka.
Gđica Browne također je kumče redatelja filma Herberta Rossa te se pojavila u nekoliko njegovih kasnijih filmova: Nijinsky iz 1980. godine i Plesači iz 1987. godine. 
Svoju prvu filmsku ulogu u karijeri ostvario je poznati ruski plesač baleta Mihail Barišnjikov baš u filmu Životna prekretnica. Za nju je zaradio nominaciju za nagrade Oscar i Zlatni globus u kategoriji najbolje sporedne muške uloge. Kasnije je glumio u još nekim filmovima među kojima su White Nights iz 1985. godine s Gregoryjem Hinesom i Isabellom Rossellini te Plesači redatelja Herberta Rossa. 

## Nagrade i nominacije

### Oscar
Film Životna prekretnica bio je nominiran u 11 kategorija za nagradu Oscar, ali nije osvojio niti jednu što ga uz film Boja purpura iz 1985. godine čini najvećim oskarovskim gubitnikom do danas.
- Najbolji film - Herbert Ross i Arthur Laurents
- Najbolji redatelj - Herbert Ross
- Najbolja glumica - Shirley MacLaine
- Najbolja glumica - Anne Bancroft
- Najbolji sporedni glumac - Mihail Barišnjikov
- Najbolja sporedna glumica - Leslie Browne
- Najbolji originalni scenarij - Arthur Laurents
- Najbolja kamera - Robert Surtees
- Najbolja montaža - William Reynolds
- Najbolja scenografija - Albert Brenner i Marvin March
- Najbolji zvuk - Theodore Soderberg, Paul Wells, Douglas O. Williams i Jerry Jost

### Zlatni globus
Film Životna prekretnica bio je nominiran u 6 kategorija za nagradu Zlatni globus, a osvojio je dvije:
- Najbolji film (drama)
- Najbolji redatelj - Herbert Ross
- Najbolja glumica (drama) - Anne Bancroft
- Najbolji sporedni glumac - Mihail Barišnjikov
- Najbolja sporedna glumica - Leslie Browne
- Najbolji scenarij - Arthur Laurents

## Vanjske poveznice
- Životna prekretnica u internetskoj bazi filmova IMDb-a